# Joan Gould
Joan Gould Kleinbard (* 27. Februar 1927 in New York City; † 20. August 2022 in Rye, New York) war eine US-amerikanische Journalistin und Schriftstellerin.

## Leben
Der Vater von Joan Gould war ein Rechtsanwalt. Sie besuchte die Ethical Culture Fieldston School in New York City und absolvierte 1947 das Bryn Mawr College in Bryn Mawr (Pennsylvania) mit einem B.A. Sie heiratete 1950 und hat zwei Söhne und eine Tochter. Joan Gould wohnte in Rye, Westchester County, New York. Sie litt an Morbus Crohn.

## Veröffentlichungen
Als Journalistin schrieb sie die regelmäßige Kolumne Hers in der New York Times. Sie schrieb auch für die Magazine Esquire, Life, Sports Illustrated und McCall’s.
Ihr Roman Otherborn erschien 1980 bei Coward, McCann & Geoghegan. Er handelt von einem jugendlichen Geschwisterpaar, das nach einem Schiffbruch in der Südsee auf einer Insel ein Volk menschenähnlicher Wesen entdeckt, das sich anders entwickelt hat als der Rest der Menschheit. Eine deutsche Übersetzung (Übersetzerin: Edda Petri) erschien 1995 unter dem Titel Alt geboren im Heyne Verlag. Ihr Buch Spirals, das im Dezember 1988 erschien, vereint autobiographische Kolumnen über die Rolle der Frau als Tochter, Ehefrau, Mutter, Schwiegermutter, Witwe und Großmutter. Es wurde Auswahlband des Book of the Month Clubs. Spinning Straw into Gold, das 2004 erschien, behandelt den Einfluss von Märchen auf die Entstehung des Selbstbildes und die Entwicklung von Frauen.

## Werke
- Otherborn. Coward, McCann & Geoghegan, New York City 1980, ISBN 0-698-20497-2.
  - deutsche Übersetzung: Alt geboren. Wilhelm Heyne Verlag, München 1995, ISBN 3-453-09436-0.
- Spirals: A Woman’s Journey Through Family Life. Random House, New York City 1988, ISBN 0-394-55705-0.
- Spinning Straw into Gold: What Fairy Tales Reveal About the Transformations in a Woman’s Life. Random House, New York City 2004, ISBN 0-394-58532-1.

## Rezensionen
Spirals
- Susan A. McBride vom Learning Research Center des Northeast Texas Community College in Mount Pleasant (Texas) schreibt: Leser, denen Lynn Caines Widow (1974) gefallen hat, wird auch Spirals gefallen.
- Michele Orwin schreibt in der Los Angeles Times über Spirals: Was bleibt ist das Gefühl des Respekts vor Gould als mutige Reisende und kompetente Führerin.[5]
- Die Kirus Reviews schreiben über Spirals: Diese ehrlichen Betrachtungen über ihre verschiedenen Rollen, …, sind oft rührend und präsentieren komplexe, manchmal stürmische Beziehungen in abgestimmter Detailliertheit.[6]

Spinning Straw into Gold
- Elizabeth Berg beschreibt Spinning Straw into Gold als brilliant.
- Nancy Friday schreibt: Schlage einfach Joan Goulds wunderbares Buch irgendwo auf und du wirst etwas dir bekanntes finden, so relevant heutzutage wie es schon in deiner Kindheit war.